# Хліборобський Вишкіл Молоді
Хліборобський Вишкіл Молоді (ХВМ) — організація хліборобської молоді при товаристві «Сільський Господар», яка діяла з метою творити при кружках «СГ» окремі гуртки ХВМ, що мали заміняти госп. школи по селах Галичини.
Ініціатором ХВМ був Є.Храпливий, який із допомогою інших агрономів-громадівців опрацював програму праці ХВМ, що повністю відповідала потребам розвитку укр. хліборобства в Галичині. Цю програму видрукували книгою-підручником п. н. «Як працювати в Хліборобському Вишколі Молоді» (три видання).
У праці над ХВМ допомагали Храпливому: В.Томашівський, Г.Еліяшевський, В.Дмитренко, Р.Голод, П.Зелений та ін.
Для здійснення теоретичного і практичного навчання молодь організувалася у гуртки, окремі для хлопців і дівчат або мішані, віком 12-18. Наука тривала 4 роки: восени-взимку — теоретичне навчання, а на весні-влітку — практичне (т. зв. конкурси або змагання).
Головним завданням ХВМ було виховати зразкових хліборобів, свідомих своїх громадянських і національних обов'язків.
Орган ХВМ — місячник «Хліборобська Молодь».
1938 — діяло 1 180 гуртків у 550 селах, об'єднуючи 13 080 хлопців і 840 дівчат.
Працею ХВМ в окремих селах керували інструктори ХВМ, а в повітах — повітові агрономи.
В 1934 у ХВМ працював інструктором Василь Хома.
За першої радянської окупації (1939–1941) ХВМ не міг працювати, за німців (1941-1944) відновив свою діяльність.
1944 — припинив остаточно існування.